# Ali bin Samikh Al Marri
 (juin 2022).
La mise en forme du texte ne suit pas les recommandations de Wikipédia : il faut le « wikifier ».
Les points d'amélioration suivants sont les cas les plus fréquents. Le détail des points à revoir est peut-être précisé sur la page de discussion.
- Les titres sont pré-formatés par le logiciel. Ils ne sont ni en capitales, ni en gras.
- Le texte ne doit pas être écrit en capitales (les noms de famille non plus), ni en gras, ni en italique, ni en « petit »…
- Le gras n'est utilisé que pour surligner le titre de l'article dans l'introduction, une seule fois.
- L'italique est rarement utilisé : mots en langue étrangère, titres d'œuvres, noms de bateaux, etc.
- Les citations ne sont pas en italique mais en corps de texte normal. Elles sont entourées par des guillemets français : « et ».
- Les listes à puces sont à éviter, des paragraphes rédigés étant largement préférés. Les tableaux sont à réserver à la présentation de données structurées (résultats, etc.).
- Les appels de note de bas de page (petits chiffres en exposant, introduits par l'outil «  Source ») sont à placer entre la fin de phrase et le point final[comme ça].
- Les liens internes (vers d'autres articles de Wikipédia) sont à choisir avec parcimonie. Créez des liens vers des articles approfondissant le sujet. Les termes génériques sans rapport avec le sujet sont à éviter, ainsi que les répétitions de liens vers un même terme.
- Les liens externes sont à placer uniquement dans une section « Liens externes », à la fin de l'article. Ces liens sont à choisir avec parcimonie suivant les règles définies. Si un lien sert de source à l'article, son insertion dans le texte est à faire par les notes de bas de page.
- La présentation des références doit suivre les conventions bibliographiques. Il est recommandé d'utiliser les modèles {{Ouvrage}}, {{Chapitre}}, {{Article}}, {{Lien web}} et/ou {{Bibliographie}}. Le mode d'édition visuel peut mettre en forme automatiquement les références.
- Insérer une infobox (cadre d'informations à droite) n'est pas obligatoire pour parachever la mise en page.

Pour une aide détaillée, merci de consulter Aide:Wikification.
Si vous pensez que ces points ont été résolus, vous pouvez retirer ce bandeau et améliorer la mise en forme d'un autre article.
 (décembre 2022).
Ali bin Samikh Al Marri, né le 30 novembre 1972, est un homme politique et expert en matière des droits humains qatari. Il exerce la fonction de ministre du Travail du Qatar depuis le 19 octobre 2021, et reconduit par décret en mars 2023. 
Auparavant, Al Marri a présidé le Comité National des Droits de l'homme de l'État du Qatar depuis 2009. Il a également été Président par intérim et Secrétaire Général de l'Alliance Mondiale des Institutions Nationales des Droits de L'Homme (GANHRI) ainsi que Président du Réseau Arabe des Institutions Nationales des Droits de l'Homme.

## Études
Al Marri est titulaire d'un Bachelor en sciences politiques (1997), d'une maîtrise en sciences politiques (2002) et d'un doctorat en philosophie politique (2006).

## Contexte législatif
Al Marri a été élu président de la Commission Arabe Permanente des Droits de l'Homme de la Ligue Arabe en 2012.
Il a été président du Forum Asie-Pacifique des Institutions Nationales des Droits de l'Homme de 2013 à 2015.
Il a précédemment présidé le Sous-comité d'accréditation de 2012 à 2015, qui est spécialisé dans l'examen et l'accréditation des institutions nationales des droits de l'homme conformément aux Principes de Paris.
Il a été réélu président du Comité national des droits de l'homme de l'État du Qatar en 2019.

## Carrière
Il a travaillé à la création du Réseau arabe des institutions nationales des droits de l'homme et du Forum Asie-Pacifique des institutions nationales des droits de l'homme.
En sa qualité actuelle, ses principales responsabilités comprennent la proposition et l'exécution des politiques publiques, des règlements et des systèmes concernant la main-d'œuvre. Parmi celles-ci, les politiques de recrutement et la « Qatarisation » (nationalisation) des emplois, leur exécution après approbation, l’application intégrale du droit du travail et la protection sociale et juridique des travailleurs migrants.

## Postes et affiliations
(décembre 2022).
Al Marri a été nommé Secrétaire Général du Comité national des droits de l'homme de l'État du Qatar de 2002 à 2009 et de la Fondation arabe pour la démocratie de 2007 à 2008. Il a été nommé vice-président du Comité national des droits de l'homme de l'État du Qatar de 2007 à 2009 et d'experts arabes des droits de l'homme pour les droits de l'homme à la Ligue arabe de 2008 à 2009 et membre du Comité national des droits de l'homme de l'État du Qatar de 2007 jusqu'à 2021.
De 2009 à 2021, il est président du Comité national des droits de l'homme de l'État du Qatar , du Réseau Arabe des institutions nationales des droits de l'homme de 2012 à 2013, de la Commission arabe permanente des droits de l'homme de la Ligue arabe de 2012 à 2014, ainsi que du Comité d'accréditation de l'Alliance mondiale des institutions nationales des droits de l'homme (GANHRI), de 2012 à 2015. 
De 2012 jusqu'à l'année 2021, il est membre du Comité Exécutif du Réseau Arabe des Institutions Nationales des Droits de l'Homme et président du Forum Asie-Pacifique [6] des institutions nationales des droits de l'homme de 2013 à 2015. De même, il est vice-président du Forum Asie-Pacifique des institutions nationales des droits de l'homme de 2015 à 2017 et membre du Bureau exécutif de l'Alliance mondiale des institutions nationales des droits de l'homme (GANHRI) de 2018 à 2021. A la même période, Vice-président et secrétaire général de l'Alliance mondiale des institutions nationales des droits de l'homme (GANHRI).
De 2020 à 2021 il est président par intérim de l'Alliance mondiale des institutions nationales des droits de l'homme (GANHRI) , du Réseau arabe des institutions nationales des droits de l'homme de juin à octobre 2021, et depuis cette même année, Ministre du Travail.
Il est nommé Vice-président de la 110e et de la 111e Conférence Internationale du Travail en 2022 et 2023 et ensuite président.

## Président du Conseil d'administration
- Fonds de soutien et d'assurance des travailleurs en novembre 2021[10].
- Comité national de lutte contre la traite des êtres humains en janvier 2022[11].
- Entreprise de solutions de main-d'œuvre au Qatar "Jusour" en janvier 2023.

## Publications
Conseil de coopération du Golfe : La crise d'aujourd'hui et les défis de demain.
Transformation démocratique de l'État du Qatar[source insuffisante].

## Articles
(septembre 2023).
Si vous disposez d'ouvrages ou d'articles de référence ou si vous connaissez des sites web de qualité traitant du thème abordé ici, merci de compléter l'article en donnant les références utiles à sa vérifiabilité et en les liant à la section « Notes et références ».
Pensée philosophique et valeurs des grandes révolutions comme source des droits humains.
Le principe de l'élimination du travail des enfants et l'application de certains pays arabes.
Le principe de l'interdiction du travail forcé.
La protection internationale des droits de l'homme pendant les conflits armés et l’occupation.
L'impact des transformations internationales et régionales sur le Conseil de coopération du Golfe.
Statut juridique de Jérusalem.
La Sierra Leone de l'esclavage à la guerre civile.
Les relations égypto-soudanaises concernant les ressources en eau.
Fonctions d’état sous la direction individuelle.
Les sélecteurs de la politique étrangère de l'État du Qatar.
Développement politique et constitutionnel de l'État du Qatar en vertu de la constitution permanente.